# Lettlands herrlandslag i fotboll
Lettlands herrlandslag i fotboll representerar Lettland i fotboll. Lettlands landslag nådde sin hittills klart största framgång då man kvalificerade sig till EM-slutspelet i Portugal 2004.
Första landskampen spelades den 24 september 1922, då man spelade 1-1 mot Estland i Riga. Man deltog i kvalet till VM 1938 i Frankrike, men slogs ut, och spelade officiella landskamper fram till 1940. Under sovjettiden (1940-1991) spelade man, som Lettiska SSR, inofficiella matcher.
Den 16 november 1991 spelade det åter självständiga Lettland sin första officiella landskamp. Lettland vann med 2-0 mot Estland i Klaipėda.

## VM-kval
Lettlands första kval till VM efter självständigheten 1991 var det till VM 1994. Man mötte Spanien, Danmark, Irland, Nordirland, grannen Litauen och Albanien. Kvalet blev i helhet en besvikelse med sju förluster och fem oavgjorda. Man spelade oavgjort hemma och borta mot Albanien, borta mot Litauen och överraskande oavgjort hemma mot Danmark och Spanien. Mot Irland och Nordirland tog man inga poäng.
I kvalet till VM 1998 mötte man Sverige (VM-brons 1994), Skottland, Österrike och grannarna Estland och Vitryssland. Lettland tog två segrar över Estland och en vinst hemma mot Vitryssland och oavgjort borta. Mot de andra tre lagen blev det inga poäng. 2002 års kval blev ett misslyckande. Man tog bara en vinst med 1-0 borta mot San Marino och 1-1 hemma. I samband med 1-1-matchen hemma mot San Marino fick Gary Johnson sparken. Kvalet gav bara fyra poäng. Mot de tre bästa lagen blev det ännu en gång inga poäng.
Efter att Lettland överraskande kvalat in till EM 2004 fick man möta Portugal, Ryssland, Slovakien, Estland, Liechtenstein och Luxemburg, i en grupp där Lettland sågs som ett mindre hot till playoff platsen. Man slog ändå bara Liechtenstein och Luxemburg, hemma och borta. Mot Ryssland och Slovakien tog man två oavgjorda på fyra matcher. Mot Portugal blev det inga poäng. Lettland kom femma med 15 poäng.
Efter EM-slutspelet 2004 floppade Lettland i såväl VM-kvalet 2006 som i EM-kvalet 2008. Lettland imponerade dock i VM-kvalet till VM i Sydafrika 2010 och blev trea i gruppen, tre poäng efter Grekland på andraplatsen. Den tyngsta skalpen i kvalet var en 1-0-seger borta mot Israel som man till sist slutade en poäng före. Både i kvalet till VM 2014 och 2018 hamnade man näst sist i gruppspelet.

## EM-kval
1996 års kval blev Lettland första kval till EM. Man gjorde ett bra kval där man slog Liechtenstein hemma och borta och Österrike och Nordirland hemma. Man kom ändå näst sist i gruppen. I kvalet till EM 2000 besegrade Lettland Georgien hemma och fick oavgjort borta. Mot Albanien spelade man oavgjort både borta och hemma. Mot Grekland vann man borta och fick oavgjort hemma. Mot Norge vann man borta och förlorade hemma. Mot Slovenien blev det inga poäng. 
2004 hamnade Lettland med Sverige, Polen, Ungern och San Marino. Man skrällde mot Polen och Sverige borta då man vann med 1-0. Hemma mot Sverige blev det oavgjort och hemma mot Polen förlorade man med 0-2. Mot Ungern vann man hemma och förlorade borta. Man slog San Marino hemma och borta. I playoff slog man Turkiet med 1-0 och 2-2. Sedan 2004 har man inte lyckats nå några framgångar i EM-kval.

## EM 2004

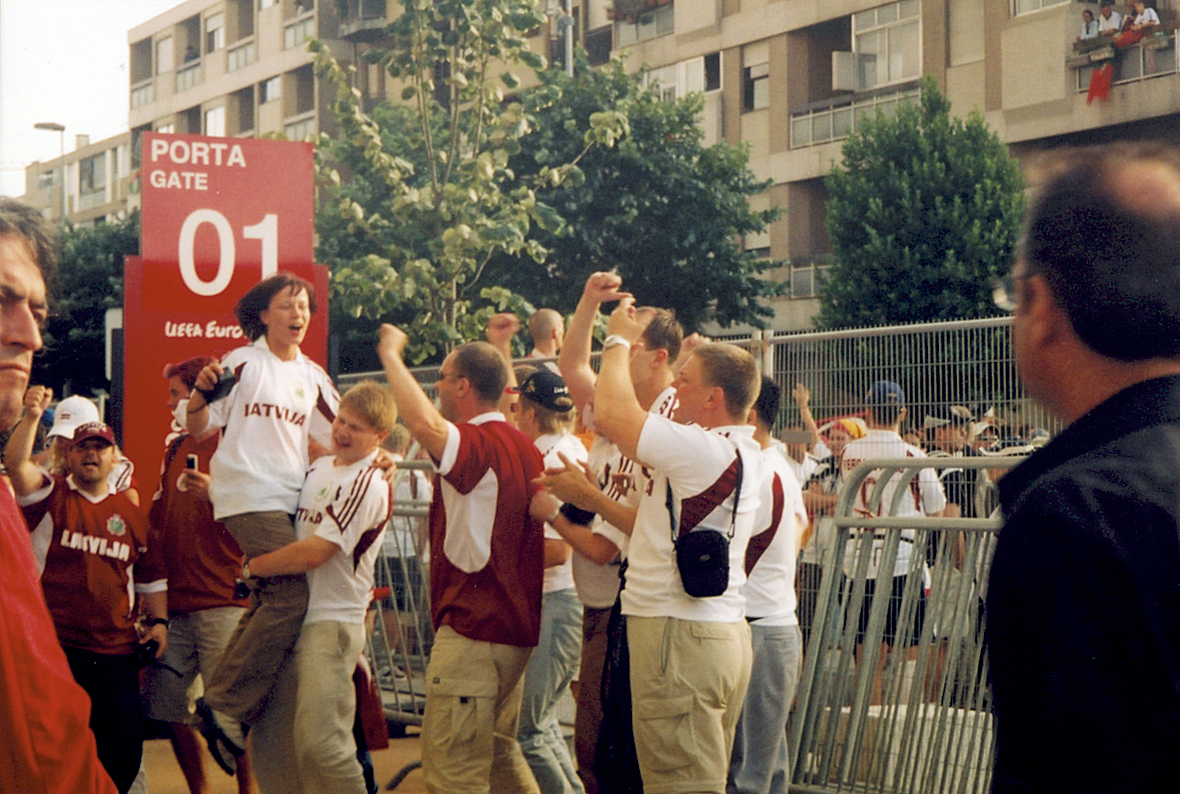
Lettiska supportrar inför matchen mot Tyskland i EM 2004.

Lettland kvalade in 2004, då man i kvalet gått vidare på bekostnad av Polen i gruppen och Turkiet i playoff. I gruppen hamnade man i "dödens grupp" med Tyskland(Silvermedaljörer i VM 2002), Nederländerna(Europamästare 1988) och Tjeckien(Silvermedaljörer i EM 1996) där Lettland sågs som det svagaste och meritlösa laget. Lettland gjorde inte bort sig men gick inte vidare från gruppspelet utan slutade sist och fick åka hem med Tyskland. Även om man förlorade mot Tjeckien med 1-2 och mot Nederländerna med 0-3 fick man 0-0 mot Tyskland som kommit i final i VM 2002.

### Kända spelare
- Māris Verpakovskis
- Marians Pahars
- Juris Laizans
- Aleksandrs Cauņa
- Andrejs Perepļotkins